# EUS (映像作品)
『EUS』（イーユーエス）は、日本のミュージシャンCorneliusが2000年にリリースしたライブビデオである。ヨーロッパ（EU）、アメリカ合衆国（US）でのライブを映像加工したものになっている。タイトルの『EUS』とはEU＋USの意味。トラットリア・メニュー201。
2010年にリマスターされて再発売された『FANTASMA』の初回限定盤に、『EUS』からオープニング映像、「Count Five Or Six」、「E」、「Ape Shall Never Kill Ape」がDVDで収録された。

## 収録曲
1. Count Five Or Six
2. Ball In Kick Off
3. Brand New Season
4. Monkey
5. Star Fruits Surf Rider
6. E
7. Ape Shall Never Kill Ape

## バンド・メンバー
- Vocal & Guitar: 小山田圭吾
- Keyboard & Guitar: 堀江博久
- Bass: 大橋伸行
- Drums: あらきゆうこ